# Apostolicam actuositatem
Apostolicam actuositatem es un decreto del Concilio Vaticano II sobre el apostolado de los laicos. Fue aprobada con 2340 votos a favor y 2 en contra, y promulgada por Pablo VI el 18 de noviembre de 1965. Su nombre proviene del latín "El apostolado de los laicos", nombre que proviene de las primeras palabras del documento, como tradicionalmente se nombran los documentos pontificios. El propósito del documento es animar y guiar a los católicos laicos en su servicio cristiano. En este decreto el concilio busca describir la naturaleza, carácter y diversidad del apostolado laico, establecer sus principios básicos y dar directivas pastorales para su ejercicio más efectivo. Los objetivos específicos del laico son: evangelización y santificación, renovación en tanto que Cristo es el primero y obras caritativas y ayuda social. El decreto cita a Colosenses 3:17: "Todo lo que puedan decir o realizar, háganlo siempre en nombre del Señor Jesús, dando gracias por él a Dios Padre".

## Antecedentes
Apostolicam actuositatem sigue a Lumen gentium, la "Constitución dogmática sobre la Iglesia" del 21 de noviembre de 1964, constitución que en el capítulo 4 discute sobre el laicado, el cual es el conjunto de todos los fieles excepto aquellos en orden sagrada o institutos religiosos.
Viven en el siglo, es decir, en todos y cada uno de los deberes y ocupaciones del mundo, y en las condiciones ordinarias de la vida familiar y social, con las que su existencia está como entretejida. Allí están llamados por Dios, para que, desempeñando su propia profesión guiados por el espíritu evangélico, contribuyan a la santificación del mundo como desde dentro, a modo de fermento. Y así hagan manifiesto a Cristo ante los demás, primordialmente mediante el testimonio de su vida, por la irradiación de la fe, la esperanza y la caridad. Por tanto, de manera singular, a ellos corresponde iluminar y ordenar las realidades temporales a las que están estrechamente vinculados, de tal modo que sin cesar se realicen y progresen conforme a Cristo y sean para la gloria del Creador y del Redentor.

-Lumen Gentium, capítulo 4, numeral 31, párrafo 2
El Consejo Pontificio para los Laicos fue fundado en el Concilio Vaticano II, basado en la constitución Apostolicam actuositatem, en el numeral 26.
Establézcase, además en la Santa Sede, algún Secretario especial para servicio e impulso del apostolado seglar, como centro que, con medios aptos proporcione noticias de las diversas obras del apostolado de los laicos, fomente las investigaciones sobre los problemas que hoy surgen en estos campos y ayude con sus consejos a la Jerarquía y a los laicos en las obras apostólicas. En este Secretariado han de tomar parte también los diversos movimientos y empresas del apostolado seglar existentes en todo el mundo, cooperando también los clérigos y los religiosos con los seglares.

-Apostolicam actuositatem capítulo III, numeral 26, párrafo 2
El consejo fue creado en enero de 1967, por el motu proprio de Pablo VI Catholicam christi ecclesiam. En diciembre de 1967, el consejo fue incluido como un consejo fijo y permanente de la Curia romana. En septiembre de 2016, sus funciones fueron desplazadas al nuevo Dicasterio para los Laicos, la Familia y la Vida.

## Contenido
Los números corresponden a los numerales en el texto.

### Introducción (numeral 1)
- El apostolado de los laicos deriva de su vocación cristiana y no puede faltar en la Iglesia.

### La vocación de los laicos al apostolado (numerales del 2 al 4)
- El laicado participa en la oficio sacerdotal, profético y real de Cristo, y como tal tiene su propia participación en la misión de todo el pueblo de Dios (numeral 2).
- El laicado está llamado por Dios a ejercer su apostolado en el mundo como levadura, con el ardor del espíritu de Cristo (numeral 2).
- Uno es parte en el apostolado por la fe, esperanza y caridad los cuales el Espíritu Santo mete en los corazones de los miembros de la Iglesia (numeral 3).
- Este plan para la vida espiritual del laicado debería tomar su carácter particular de su estado marital y familiar, de su estado de salud, y de su actividad social y profesional. Los laicos no deberían cesar de desarrollar las cualidades y talentos entregados a ellos de acuerdo a sus condiciones de vida, y deberían hacer uso de los regalos que han sido recibidos del Espíritu Santo. Ellos deberían también sostener en alta estima las habilidades profesionales, la familia y el espíritu cívico y la virtudes relacionadas con las costumbres sociales, estas son la honestidad, la justicia, la sinceridad, amabilidad y coraje, sin las cuales ninguna vida cristiana puede existir. El perfecto ejemplo de este tipo de vida espiritual y apostólica es la Santísima Virgen María, reina de los apóstoles, quien mientras llevando una vida común aquí en la tierra, un llena con preocupaciones y labores familiares, siempre estuvo íntimamente unida con su hijo.[4] (numeral 4).

### Objetivos (numerales del 5 al 8)
- El laico, siendo simultáneamente un creyente y un ciudadano, debe ser continuamente llevado por una conciencia cristiana (numeral 5).[5]
- El aspotolado de la Iglesia y de todos sus miembros es primariamente designada para manifestar el mensaje de Cristo por palabras y acciones y para comunicar Su gracia al mundo (numeral 6).[6]
- La compasión por los necesitados y los enfermos y las obras de caridad y ayuda mutua destinados a aliviar las necesidades humanas de todo tipo se llevan a cabo en el honor más alto por la Iglesia (numeral 8).

### Los varios campos del apostolado (numerales del 9 al 14)
- El laicado con la actitud apostólica apropiada suministran lo que está faltando a los hermanos y refrescan el espíritu de los pastores y del resto de los fieles (1 Corintios 16:17-18) (numeral 9).
- El laicado no debería limitar su cooperación a los límites parroquiales y diocesanos sino que esforzarse a extenderlo a los campos interparroquiales, interdiocesanos, nacionales e internacionales (numeral 10).
- El apostolado de las personas casadas y familias es de vital importancia para la Iglesia y la sociedad civil (numeral 11).
- El entusiasmo juvenil está inculcado con el espíritu de Cristo y es inspirado por la obediencia y el amor por la Iglesia, puede ser esperado que sea muy fructuoso (numeral 12).
- Los niños también tienen sus propios actos apostólicos para hacer. De acuerdo a su habilidad ellos son verdaderos testigos vivientes de Jesús entre sus compañeros (numeral 13).
- Entre las características de nuestro tiempo, el irresistible sentido creciente de la solidaridad de todas las personas es especialmente notable (numeral 14).

### Las varias formas del apostolado (numerales del 15 al 22)
- El laicado puede formar parte en su actividad apostólica o bien como individuos o juntos como miembros de varios grupos o asociaciones (numeral 15).
- El apostolado individual, fluyendo generosamente en una verdadera vida cristiana (Juan 4:14) es el origen del apostolado laico entero, incluso del organizado, y no puede ser sustituido (numeral 16).
- El apostolado individual tiene un campo especial en áreas donde los católicos son pocos en número y muy dispersados (numeral 17).
- La forma unida y organizada de apostolado necesita ser fortalecida. Solo la unión de todos los recursos es capaz de enteramente alcanzar los objetivos del apostolado moderno y firmemente proteger sus intereses (numeral 18).
- Las sociedades laicales, como la Acción Católica, avanzan en los objetivos apostólicos de la Iglesia, esto es, la evangelización y santificación de los hombres y la formación de una consciencia cristiana y pueden  infundir el espíritu del evangelio a varias comunidades y ambientes de la vida (numeral 20).

### Relaciones externas (numerales del 23 al 27)
- La cooperación entre varios proyectos del apostolado deben ser adecuadamente dirigidos por la jerarquía (numeral 23).
- Ningún proyecto debe reclamar el nombre "católico" al menos que haya obtenido el consentimiento de la legítima autoridad de la Iglesia (numeral 24).
- Un secretariado especial, además, debería ser establecido por la Santa Sede para el servicio y la promoción del apostolado laico (numeral 26).
- El evangelio requiere la cooperación de los católicos con otros cristianos (numeral 27).

### Formación para el apostolado (numerales del 28 al 32)
- El apostolado laico puede alcanzar su mayor efectividad solo por medio de una formación diversificada y completa (numeral 28).
- El entrenamiento para el apostolado laico debería empezar con la educación más temprana de los niños. Los adolescentes y jóvenes deberían ser iniciados en el apostolado e imbuidos en su espíritu. Esta formación debe ser perfeccionada alrededor de toda su vida (numeral 30).
- Muchos tipos de apostolado demandan también una especialmente adecuada formación. Sobre lo referente al apostolado para la evangelización y santificación de los hombres, el laicado debería ser especialmente formado (numeral 31).

### Exhortación (numeral 33)
- El sacrosanto concilio formalmente ruega a todo el laicado en el señor a responder con alegría, noblemente y prontamente la más urgente invitación de Cristo en esta ahora y el impulso del Espíritu Santo (numeral 33).